# 华蔓茶藨子
华蔓茶藨子（学名：Ribes fasciculatum var. chinense）为虎耳草科茶藨子属下的一个变种。

## 扩展阅读
- 維基物種上的相關：华蔓茶藨子